# Доманівська селищна територіальна громада
Доманівська селищна територіальна громада — територіальна громада в Україні, у Вознесенському районі Миколаївської області. Адміністративний центр — селище Доманівка.
Площа громади — 225,04 км², населення — 8236 мешканців (2018).
Утворена 8 вересня 2016 року шляхом об'єднання Доманівської селищної ради та Фрунзенської, Царедарівської сільських рад Доманівського району.

## Населені пункти
До складу громади входять 1 селище (Доманівка) і 30 сіл:
- Антонівка
- Богданівське
- Великозаболотне
- Вікторівка
- Володимирівка (Володимирівський старостинський округ)
- Володимирівка (Щасливський старостинський округ)
- Воля
- Довжанка
- Довженки
- Забари
- Зброшкове
- Зелений Гай
- Зелений Яр
- Казаринське
- Копані
- Копи
- Коштове
- Кузнецове
- Маринівка
- Новолікарське
- Новоселівка
- Олександрівка
- Олександродар
- Петропавлівка
- Сила
- Трудолюбівка
- Чорталка
- Шевченко
- Широкі Криниці
- Щасливка